# جزيرة أورابان
جزيرة أورابان وهي جزيرة من جزر إندونيسيا، وتقع في إقليم كالمنتان الشرقية في إندونيسيا.